# LPD-skärm
LPD-skärm (Laser phosphor display) är en typ av skärm som delvis liknas en traditionell fosforskärm. Skillnaden består i att elektronstrålen har ersatts med en infraröd laserstråle som aktiverar fosforskiktet.